# Bembidion abdelkrimi
Bembidion abdelkrimi es una especie de escarabajo del género Bembidion, categorizada en la tribu Bembidiini, de la subfamilia Trechinae.

## Distribución
Se distribuye por Marruecos y España.

## Taxonomía
Fue descrita por Netolitzky en 1926.